# リュカ・フランショワ
リュカ・フランショワ（Lucas Franchoys、Lucas Franchoijs とも、1616年6月28日 - 1681年4月3日）は、フランドルの画家である。同名の画家の父親、リュカ・フランショワ1世（Lucas Franchoys l'Ancien: 1574–1643）と区別するために「リュカ・フランショワ2世」や「若いほうのリュカ・フランショワ（Lucas Franchoys le Jeune）」とも呼ばれる。

## 略歴
現ベルギー北部のメヘレンで、画家のリュカ・フランショワ1世の息子に生まれた.。兄のピーター・フランショワ（Peter Franchoys: 1606-1654）も画家であった。父親から絵を学び、兄のピーターと同様に、彼は当時フランドル絵画の中心地であったアントウェルペンで修行を続けた。17世紀フランドルの美術家の伝記を出版したコルネリス・デ・ビー(Cornelis de Bie)は、ピーテル・パウル・ルーベンスのもとで学んだとしているが、裏付けとなる他の情報源は見つかっていない。
トゥルネーの教会から注文を受けて、数年間トゥルネーで働き、1649年に作品を残している。デ・ビーは、フランショイの一家がフランスに長期間住んでいたとしているが、当時のトゥルネーがフランスと国境を接するネーデルランド南部のフランス語圏にあったことから誤解された可能性がある
1654年にメヘレンに戻り、翌年にメヘレンの聖ルカ組合も親方として登録された。1663年に聖ルカ組合の役員になった。メヘレンで、教会や修道院から注文を受けて祭壇画などを制作し、肖像画家としても働き、援者である大司教の肖像画を描いた。
1668年に Anna Theresia van Wolschaetenという女性と結婚し、画家になったリュカ・エリアス・フランショワ（Lucas Elias Franchoys: 1676年生）を含む8人の子供が生まれた。
弟子にはセバスティアン・ファン・アーケン（Sebastiaen van Aken）とピエール・シモン・ヴァーリンデン（Pierre Simon Verlinden）がいた。

## 作品

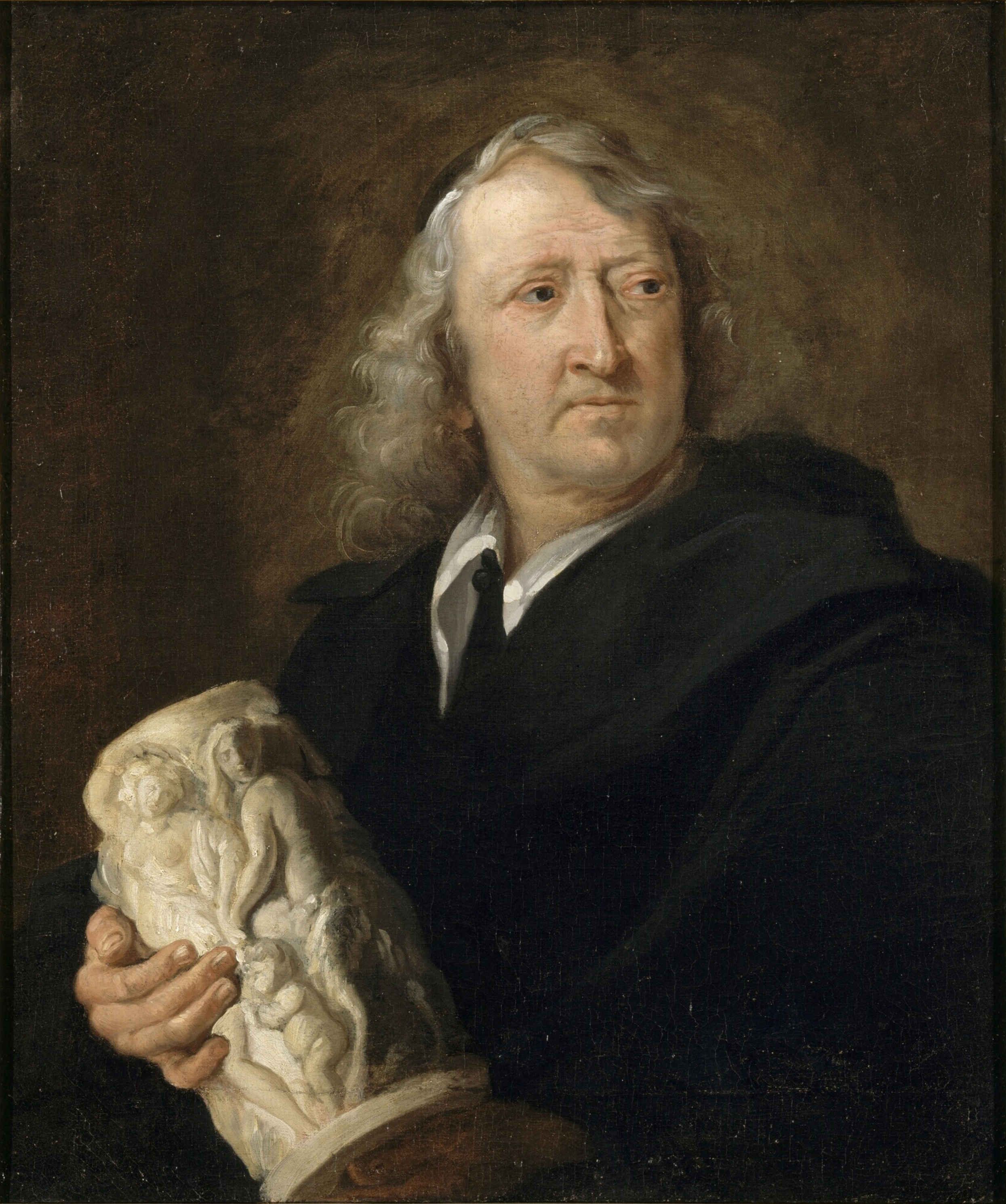
彫刻家ジェラール・ヴァン・オプスタルの肖像画(1660/1668) ヴェルサイユ宮殿
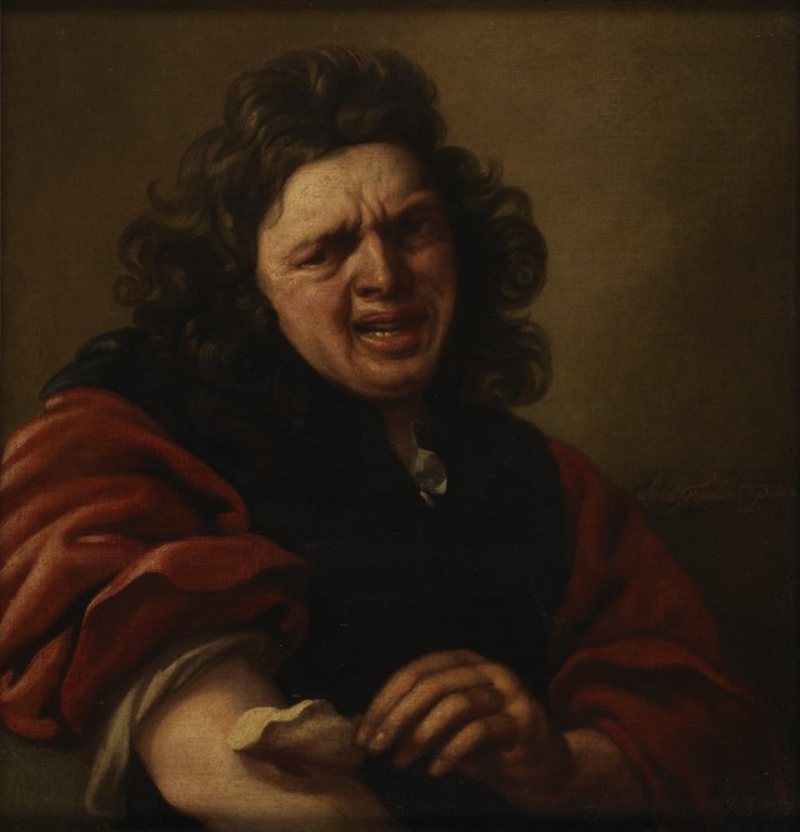
絆創膏を剥がす男
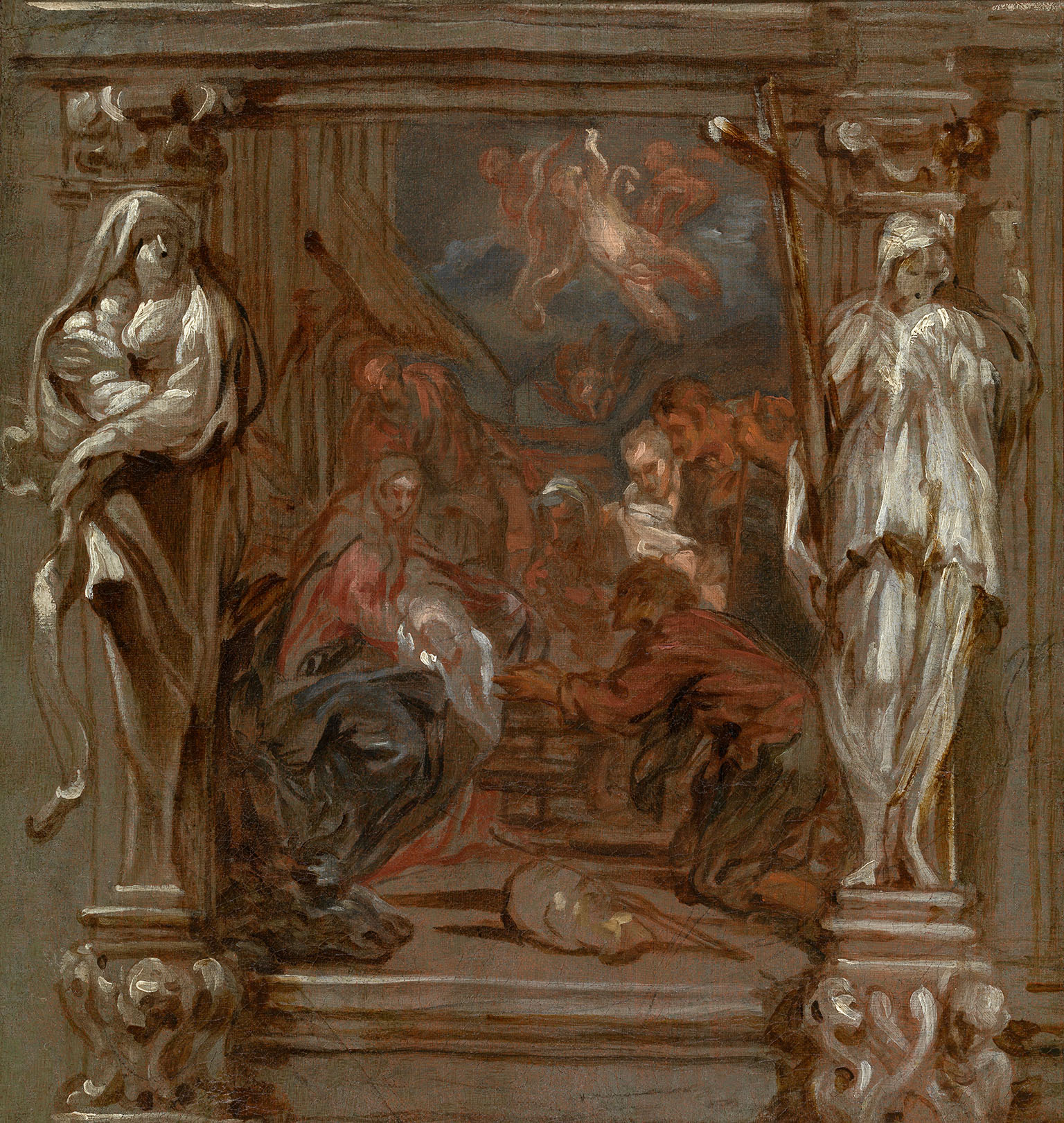
羊飼いの礼拝 アントワープ王立美術館
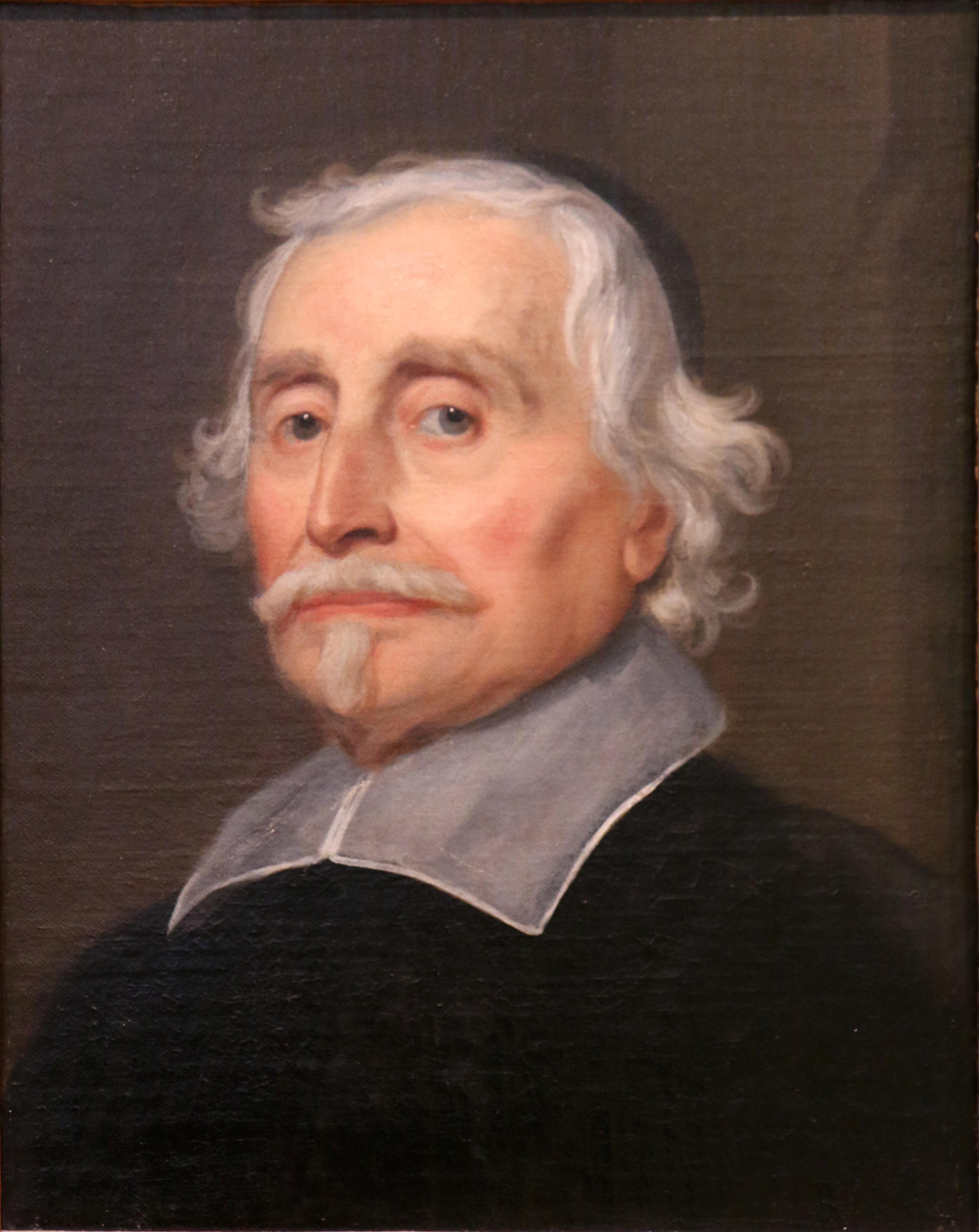
聖職者の肖像画 Calvet Museum